# Ryan Tedder
Ryan Benjamin Tedder (* 26. června 1979) je americký hudební skladatel.
Je známý jako hlavní zpěvák americké pop rockové skupiny OneRepublic, také spolupracoval s mnoha umělci (Madonna, U2, Adele, Beyoncé Knowles, Birdy, Maroon 5, Demi Lovato, Ellie Goulding, B.o.B, Ariana Grande, Kelly Clarkson, K'naan, Carrie Underwood, Logic, Jennifer Lopez, Jordin Sparks, Leona Lewis, James Blunt, Taylor Swift, Gwen Stefani, Far East Movement...).